# Svend Billesbølle
Svend Billesbølle (* 1. Oktober 1923 in Fredericia; † 26. Juli 2013 in Holbæk) war ein dänischer Autor, Widerstandskämpfer und Weltumsegler.

## Lebenslauf
Svend Billesbølle fühlte sich seit Kindertagen zum Wasser hin gezogen, doch erst im Alter von 59 Jahren konnte er seinen Traum von einer Weltumsegelung verwirklichen. Nach seinem Schulabschluss machte er eine Ausbildung zum Automechaniker, nahm während der deutschen Besetzung seines Heimatlandes Dänemark an Widerstandsaktionen teil und leistete nach dem Krieg seine Wehrpflicht ab. Er heiratete seine Frau Grethe Billesbølle (1926–2013), zog Kinder auf und lebte ein bürgerliches Leben bis seine Kinder das Haus verließen. 
Danach begann er mit den Vorbereitungen für eine Weltumsegelung in den Jahren 1978 und 1979 mit einer Segelreise in die Karibik mit einer 29-Fuß-Yacht vom Typ „Naver 29“ (8,80 m) gebaut von der dänischen Werft Holstebro Plastværk.

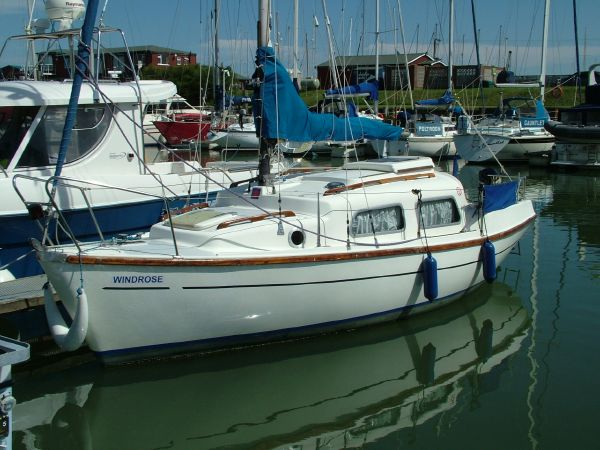
Leisure 23

Die erste Weltumsegelung unternahm Billesbølle in der Zeit von 1982 bis 1986 mit dem Boot „Stormy“, einer 23 Fuß Leasure 23 (6,90 m), gebaut von der britischen Firma Cobramold Ltd. (später umbenannt in Brinecraft Ltd.).
Die zweite Weltumsegelung segelte er mit „Stormy II“, eine 18-Fuß-Spitzgatter-Yacht (5,85 m) vom Typ Lynæs Senior, das heute im Danmarks Museum for Lystsejlads auf der Insel Frederiksø in Svendborg ausgestellt ist. Von 1988 bis 1995 umrundete Billesbølle die Erde.
Beide Segelboote waren mit 23 bzw. 18 Fuß viel kleiner als die normalerweise für Weltumsegelungen verwendeten Boote, was Billesbølle unter Langstreckenseglern sehr bekannt gemacht hat und so einen Heidenrespekt vor der Leistung dieses Mannes erworben. Auf die Frage, warum er denn mit so kleinen Segelbooten und so wenig Komfort die Meere befahre, bleibt er bescheiden. „Komfort“, sagt er, „heißt für mich, dass ich jede Gefahrensituation bewältigen kann.“ Besonders sympathisch ist Billesbølles Einstellung zu seinen Reisen. Er ist nie gehetzt, sondern hat sich stets mit viel Zeit und viel Hingabe fremden Kulturen gewidmet. Besonders der Jugend galt sein Augenmerk.

## Bücher
Billesbølle hat drei Bücher während seiner Segelreisen über die beiden Weltumsegelungen mit den Booten „Stormy“ und „Stormy II“ geschrieben, die ihn zweieinhalb Mal um die Erde führten. Durch seine Bücher gelangte er in Dänemark zu einer Popularität wie in Deutschland Wilfried Erdmann und Bobby Schenk zusammen.
- Stormy – 4 års jordomsejling i en lille båd, Verlag Cervus, 1986 (deutsch 4 Jahre Weltumsegelung in einem kleinen Boot)
- Stormy II: Over verdenshavene i en 18 fods båd, Verlag Cervus, 1986 (deutsch Über die Ozeane in einem 18-Fuß-Boot)
- Den sidste jordomsejling: Stormy II vender hjem, Verlag Wisby & Wilkens, 1996 (deutsch Die letzte Weltumsegelung: Stormy II kehrt nach Hause zurück)

## Ehrungen
Svend Billesbølle wurde aufgrund seiner seglerischen Leistungen zum Ehrenmitglied der dänischen „Vereinigung zur Förderung des Langstreckensegelns“ (dänisch Foreningen Til Langtursejladsens Fremme (FTLF)) ernannt.